# Historia Żydów w Dobrej
| Rok  | Ludność | Żydzi | %      |
| ---- | ------- | ----- | ------ |
| 1793 | 900     | 481   | 53,45% |
| 1860 | 2380    | 1350  | 56,72% |
| 1865 | 2558    | 1422  | 55,59% |
| 1880 | 4526    | 1526  | 33,72% |
| 1926 | 3486    | 1589  | 45,58% |

Żydzi w Dobrej osiedlili się w 1521 roku. Była to przez dłuższy czas jedna z większych gmin żydowskich i podlegało pod nią wiele okolicznych miejscowości (m.in. Turek). Większość Żydów trudniła się handlem, rękodzielnictwem i karczmarstwem. Na przestrzeni lat liczba ludności narodowości żydowskiej stopniowo rosła, a w 1793 roku wyniosła 481 osób, czyli ponad połowę ogółu mieszkańców. Praktycznie do końca XIX wieku co drugi mieszkaniec Dobrej był Żydem.
W XIX wieku Żydzi zaczęli rozwijać przemysł tekstylny i olejowy, zajmowali się także rymarstwem i młynarstwem. W latach trzydziestych XIX wieku gmina żydowska była prowadzona przez Agudat Izrael. W 1880 roku na 4526 mieszkańców miasta 1526 było Żydami.
W dwudziestoleciu międzywojennym miejscowa społeczność żydowska bardzo zubożała w związku z bojkotem ich sklepów i wyrobów ze strony Polaków. Musieli wtedy korzystać ze wsparcia Gmilut Chassidim. Gmina liczyła wtedy około 1200 osób.
W roku 1926 liczba wszystkich mieszkańców Dobrej wynosiła 3486, w tym 1850 Polaków i 1589 Żydów. W następnych latach liczba Żydów zmalała, głównie z powodu ich masowych wyjazdów do uprzemysłowionej Łodzi. W 1939 roku oscylowała prawdopodobnie na granicy tysiąca.
W czerwcu 1937 roku bojówki antysemickie zdemolowały żydowskie sklepy. Po wybuchu wojny w mieście już od 15 października 1939 roku wprowadzona została administracja niemiecka.

## Getto w Dobrej
Wówczas też Żydów skomasowano w rejonie dzisiejszej ulicy Okrzei, gdzie utworzono getto. Funkcjonowało ono aż do utworzenia wspomnianego getta w Czachulcu, a więc prawie dwa lata.

W lecie 1940 roku sidła, w których się znaleźliśmy zacisnęły się jeszcze bardziej. Hitlerowcy postanowili "oczyścić" slumsy Dobrej i stworzyć w nich getto. Niektórzy biedni Żydzi, mieszkający tam od lat, mogli zachować dla siebie tylko jeden pokój, pozostałe miały zostać oddane innym rodzinom. Musieliśmy opuścić szkołę, w której dotychczas mieszkaliśmy. Został nam przydzielony pokój bez podłogi, jedynie z klepiskiem. Uświadomiliśmy sobie, że nawet nasze dotychczasowe ciasne kwatery miały jakieś dobre strony. Od tego czasu nasze mieszkanie było już tylko odległym wspomnieniem.
Racje żywnościowe w getcie były jedynym źródłem pożywienia, więc głód stał się naszym głównym wrogiem. Masło, mleko, cukier czy mąka były właściwie niedostępne. Byliśmy gotowi pozbyć się wszystkiego, byle tylko zyskać jeszcze jeden dzień życia.

Trudno ustalić, czy Żydzi przebywający w dobrskim getcie zostali przetransportowani do getta Czachulec zaraz po jego utworzeniu, czy dopiero po kilku dniach. Wiadomo jednak, że podczas jego ewakuacji całą odległość między obydwoma gettami, czyli około 12 km, Żydzi musieli przebyć na piechotę, dlatego mieli prawo zabrać ze sobą tylko podręczny bagaż.

## Synagoga
Brak danych o synagodze, wiadomo jedynie, że w okresie okupacji Niemcy urządzili w synagodze kasyno.

## Cmentarz
Przy wyjeździe z Dobrej w kierunku Sieradza znajduje się cmentarz żydowski o powierzchni 0,3 ha, nieogrodzony, zdewastowany, brak śladów mogił. Większością tablic nagrobnych niemiecki burmistrz Dobrej z okresu II wojny światowej wyłożył chodnik prowadzący do domu, w którym mieszkał. Te macewy, które przetrwały znaleźli i przechowywali okoliczni mieszkańcy. Szacuje się, że mogą one pochodzi z XVI lub XVII wieku. Wskazywałoby to, że są jednymi z najstarszych, o ile nie najstarszymi, zabytkami w mieście. O tym, że chowani tam byli niegdyś Żydzi, przypomina jedynie pamiątkowa tablica.
W 2006 roku narodziła się inicjatywa, aby w miejscu, gdzie znajdował się cmentarz powstało pamiątkowe lapidarium. Projektem i wykonaniem zajął się Leon Weintraub, mieszkający w Szwecji Żyd, którego matka pochodziła z Dobrej.
W Dobrej znajdował się niegdyś również stary cmentarz żydowski.